# Николевы
Николевы — российский дворянский род.
Происходит, по преданию, от выехавшего из Франции к царю Михаилу Феодоровичу Давида Николь-Деманора, при переходе в православие названного Феодором. Потомки его служили стольниками и стряпчими. Род Николевых внесён в VI часть дворянской родословной книги Московской губернии.

## Описание гербов

#### Герб Николевых 1785 г.
В Гербовнике Анисима Титовича Князева 1785 года имеется изображение герба предоставленный в 1685 году к родословным для внесения в Бархатную книгу: щит разделён перпендикулярно на две части, из коих в левом синем поле, видна половина золотой лилии. В правой части, в красном поле, изображен серебряный меч с золотым эфесом, остроконечием утверждённый между двух серебряных мечей, с золотыми эфесами, выходящих крестообразно из нижних углов сквозь серебряную луну, рогами обращённую вверх.
Щит увенчан обыкновенным дворянским шлемом, без шейного клейнода, с дворянской на нём короной (нашлемник отсутствует). Цветовая гамма намёта не определена.

#### Герб. Часть II. № 96.
Щит разделён перпендикулярно на две части, из коих в левом голубом поле видна половина золотой лилии и над ней золотой крест. В правой части в красном поле изображена золотая шпага, остроконечием утверждённая между двух таковых же двух шпаг, выходящих крестообразно из нижних углов сквозь золотую луну, рогами обращённую вверх.
Щит увенчан обыкновенным дворянским шлемом с дворянской на нём короной, на поверхности которой означена золотая лилия. Намёт на щите красный и голубой, подложенный золотом.

#### Геральдика
Герб Николевых являлся одним из первых дворянских гербов, бытовавших в России и 24 декабря 1685 года, он был представлен в Палату родословных дел в числе доказательств, обосновывающих право семьи на внесение в родословную книгу. Происхождение Николевых из Франции, на что прямо указывает в их гербе золотая лилия, сомнений не вызывает. Сохранились копии  "свидетельствованных листов", выданных королём Людовиком XIII Давиду-Николю де Манору о службе во французской армии в чине полковника, датированные 02 октября 1630 года.

## Известные представители
- Николев, Иван Давыдович — стряпчий (1662—1668).
- Николев, Иван Фёдорович — стряпчий (1676), стольник (1677—1692), воевода в Яренске (1682), в Иркутске (1698—1699).
- Николев, Иван Иванович — стольник царицы Прасковьи Фёдоровны (1686), стольник (1687—1692).
- Николев, Фёдор Иванович — стольник царицы Прасковьи Фёдоровны (1686—1692).
- Николев, Егор Иванович — стольник царицы Прасковьи Фёдоровны (1692).
- Николев, Самойло Фёдорович — стряпчий (1676), стольник (1678—1692), стольник царицы Евдокии Фёдоровны (1692), воевода в Нерчинске (1696—1698).
- Николев, Иван Самойлович — стольник царицы Евдокии Фёдоровны (1692), воевода в Нерчинске (1698—1699)[2][3].
- Николев, Пётр Михайлович (умер в 1772) — генерал-майор Преображенского полка, член кригс-комиссариата. Был женат на купеческой вдове Мавре Афанасьевне Аникиевой.
  - Николев, Николай Петрович (1758—1815) — поэт и драматург, член Академии Российской.
- Николев, Алексей Михайлович — брат Петра Михайловича Николева. У него четыре сына, ныне известен лишь один:
  - Николев, Юрий Алексеевич — действительный статский советник, московский помещик, чиновник тайной канцелярии при Павле I, арестовавший в 1797 году полководца графа А. В. Суворова и надзиравший за ним в кончанской ссылке.